# Evgenij Veličko
Evgenij Aleksandrovič Veličko (cirillico Евгений Александрович Величко; 2 aprile 1987) è un fondista kazako.
Nelle liste FIS è registrato come Yevgeniy Velichko.

## Biografia
Attivo in gare FIS dal marzo del 2007, Veličko ha esordito in Coppa del Mondo il 30 novembre 2008 a Kuusamo (80º), ai Campionati mondiali a Liberec 2009, classificandosi 47º nella 15 km, 68º nella sprint, 10º nella staffetta e non completando la 50 km, e ai Giochi olimpici invernali a Vancouver 2010, dove si è piazzato 56º nella 15 km, 39º nella 50 km, 28º nell'inseguimento e 11º nella staffetta. L'anno dopo ai Mondiali di Oslo 2011 è stato 40º nella 15 km e 13º nella staffetta, mentre nella rassegna iridata della Val di Fiemme 2013 si è classificato 50º nella 15 km, 34º nello skiathlon e 13º nella staffetta.
Ai XXII Giochi olimpici invernali di Soči 2014 si è piazzato 34º nella 15 km, 55º nella 50 km, 31º nello skiathlon e 13º nella staffetta; ai successivi Mondiali di Falun 2015 e Lahti 2017 è stato rispettivamente 51º nello skiathlon e 13º nella staffetta e 40º nello skiathlon, 9º nella staffetta e non ha completato la 50 km. Ai XXIII Giochi olimpici invernali di Pyeongchang 2018 si è piazzato 61º nella 15 km, 39º nella 50 km, 43º nello skiathlon e 8º nella staffetta; l'anno dopo ai Mondiali di Seefeld in Tirol 2019 è stato 37º nella 50 km, 42º nello skiathlon e 7º nella staffetta, mentre a quelli di Oberstdorf 2021 si è classificato 49º nella 15 km, 46º nello skiathlon e 12º nella staffetta. Ai XXIV Giochi olimpici invernali di Pechino 2022 si è piazzato 40º nella 15 km, 43º nella 50 km, 62º nella sprint e non ha completato lo skiathlon.

## Palmarès

### Coppa del Mondo
- Miglior piazzamento in classifica generale: 107º nel 2010